# Jörg Friedrich
Jörg Friedrich (født 7. juli 1959 i Rathenow) er en tysk tidligere roer og olympisk guldvinder.

## Karriere

### Roning
Friedrich viste sig første gang frem på den internationale scene, da han i 1977 blev juniorverdensmester for DDR i toer uden styrmand. I 1979 kom han som senior med i den succesfulde østtyske otter og var med til at vinde VM dette år.
Ved OL 1980 i Moskva var han fortsat i otteren sammen med Bernd Krauß, Hans-Peter Koppe, Ulrich Kons, Jens Doberschütz, Ulrich Karnatz, Uwe Dühring, Bernd Höing og styrmand Klaus-Dieter Ludwig. Denne besætning vandt først sit indledende heat, hvorpå den i finalen sikrede sig guldet næsten tre sekunder foran Storbritannien på andenpladsen, mens Sovjetunionen fulgte efter på bronzepladsen.
Friedrich fortsatte i otteren efter OL og var derfor med, da en årrække med lutter sejre i de vigtigste konkurrencer blev brudt med en østtysk fjerdeplads ved VM i 1981. Året efter rehabiliterede de sig med en VM-sølvmedalje, hvorpå Friedrich skiftede til firer med styrmand, som han i 1983 igen vandt VM-sølv med. Da DDR i lighed med flere andre østeuropæiske nationer boykottede OL 1984, indstillede han sin elitekarriere.

### Videre karriere
Friedrich er udlært tømrer, men kom til at arbejde i politiet i Potsdam. Efter den tyske genforening genoptog han arbejdet som tømrer.

## OL-medaljer
- 1980:  Guld i otter